# بن انگلیش
بن انگلیش (انگلیسی: Ben English؛ زاده ۱۲ اوت ۱۹۶۴) یک بازیگر پورنوگرافی اهل بریتانیا است.